# Франклан
Франклан (фр. Franclens) насеље је и општина у источној Француској у региону Рона-Алпи, у департману Горња Савоја која припада префектури Сен Жилијен ан Женвоа.
По подацима из 2011. године у општини је живело 484 становника, а густина насељености је износила 90,13 становника/km². Општина се простире на површини од 5,37 km². Налази се на средњој надморској висини од 483 метара (максималној 544 m, а минималној 268 m).

## Демографија
| 1962. | 1968. | 1975. | 1982. | 1990. | 1999. | 2011. |
| ----- | ----- | ----- | ----- | ----- | ----- | ----- |
| 193   | 201   | 191   | 215   | 305   | 335   | 484   |

График промене броја становника у току последњих година